# Laurent Mariotte
Pour les articles homonymes, voir Mariotte.
Laurent Mariotte, né le 9 octobre 1969 à Épinal (Vosges), est un animateur de radio et de télévision ainsi qu'un chroniqueur culinaire français.

## Biographie

### Enfance, formation et débuts
Laurent Mariotte passe son enfance et son adolescence à Dompierre, un village près d’Épinal dans les Vosges. Titulaire d'un CAP cuisine, il passe un bac A2 (spécialité langues vivantes étrangères).
Il s'inscrit ensuite au Studio école de France, une école de radio située à Paris, et rencontre l'animateur Jacques Martin qui le recrute en tant que stagiaire pour son émission Dimanche Martin. Durant deux ans il travaille en tant qu'assistant de production : sur RTL et dans les émissions La Classe et Jeux sans frontières avec l’animateur Fabrice, Dessinez, c'est gagné ! avec Patrice Laffont et Chapiteau 3 avec Caroline Tresca.

### Radio
En 1996 Laurent Mariotte devient chroniqueur radio sur Europe 2, en direction des jeunes parents. De 2000 à 2002 il présente quotidiennement M comme Mariotte sur la radio MFM.
De septembre 2007 à août 2018 il est chroniqueur culinaire de France Info, où chaque samedi il présente À toutes saveurs. Tous les étés, également sur France Info, il part à la découverte des chefs cuisiniers et des artisans du goût dans Cuisine d’été et, à l'été 2013, dans Les Saveurs du tour.
À partir d’août 2018 il présente sur Europe 1, chaque samedi de 11 h à 12 h 30, La Table des bons vivants, émission culinaire. Entouré de chroniqueurs, il invite chefs, artistes ou intellectuels pour parler cuisine.

### Télévision

#### Les émissions jeunesse
D'avril à juillet 1991, Laurent Mariotte anime pour la chaîne de télévision La Cinq l'émission Youpi ! L'école est finie. Les dessins animés sont précédés de sketchs de Youpi ! La Piratévé, interprétés par trois comédiens dont Laurent Mariotte et Hervé Caffin (Plus belle la vie). Puis il rejoint Canal J, où il anime différentes émissions pendant dix ans, dont le magazine Cajou, émission quotidienne de deux heures en direct à destination des enfants, ou encore Pas d'quartier, qui se déplace de ville en ville.
De 1998 à 1999 il anime sur TF1 l’émission Intervilles ; il présente différentes émissions sur la même chaîne jusqu'en 2005 (Attention, les enfants regardent, Les Coups d'humour, Ça vaut le détour).

#### Animateur / chroniqueur culinaire
Passionné de cuisine, Laurent Mariotte arrête momentanément la télévision en 2005 et passe un CAP de cuisine à l’école Grégoire-Ferrandi à Paris en juillet 2005, dans l'idée d'ouvrir un restaurant. Il reprend ensuite son métier de présentateur dans Starsix Music sur M6 durant l'été 2007 avant de retourner à TF1 en 2008.
La chaîne Cuisine.tv lui propose d'animer 24 minutes chrono, la première émission de cuisine en temps réel. En parallèle, il anime Cuisine en Campagne, une émission sur les spécialités de nos régions ainsi que Revisitez vos classiques, une émission adaptée de son livre paru chez Albin Michel. Sur Cuisine.tv, devenue Cuisine+ en 2011, l'animateur produit et anime une nouvelle série, 24 minutes chrono, dans laquelle il reçoit des grands chefs qui acceptent de simplifier leur cuisine (Alain Passard, Éric Frechon, Alexandre Gauthier, Jean Sulpice...).
De novembre 2008 à juin 2009, il anime sur TF1 Rock'n Food, la rubrique cuisine de l'émission 10 h le mag présentée par Sandrine Quétier et Julien Arnaud. Depuis novembre 2008, il est surtout connu pour présenter chaque jour le programme court Petits Plats en équilibre sur TF1 ainsi que sur TF1 Séries Films. Chaque jour, il propose une recette accessible autour d'un produit de saison que les téléspectateurs peuvent refaire le jour même,.
En mai 2011 il présente le jeu culinaire Un resto dans mon salon sur TMC et, en 2012, Jamie Oliver au secours des cantines. Du 12 au 24 décembre 2012, il produit et anime sur TF1, la première émission de cuisine quotidienne en temps réel et en direct à 11 h, Les petits plats dans les grands,.
En juillet 2015 il fait partie du jury, aux côtés de Yannick Delpech, de l'émission culinaire Le meilleur menu de France, diffusée sur TF1. En 2016, il rejoint LCI & vous sur LCI aux côtés de Bénédicte Le Chatelier tous les jeudis à 10 h 30 pour défendre le bien-manger et éclairer les téléspectateurs sur l'alimentation.
D'octobre 2016 à mars 2017 il coanime l'émission #WEEKEND sur TF1 aux côtés de Julia Vignali tous les samedis à 10 h 45, un rendez-vous bien-être qui donne des idées pour réussir son week-end.
Depuis 2016 il propose ses recettes et conseils sur son site .
Le 23 décembre 2017 il anime l'émission Le Merveilleux village de Noël sur TF1, avec Karine Ferri et Valérie Damidot.
Le 22 décembre 2018 il anime l'émission Le Merveilleux village de Noël sur TF1, avec Tatiana Silva et Valérie Damidot.

## Carrière artistique et médiatique

### Publications

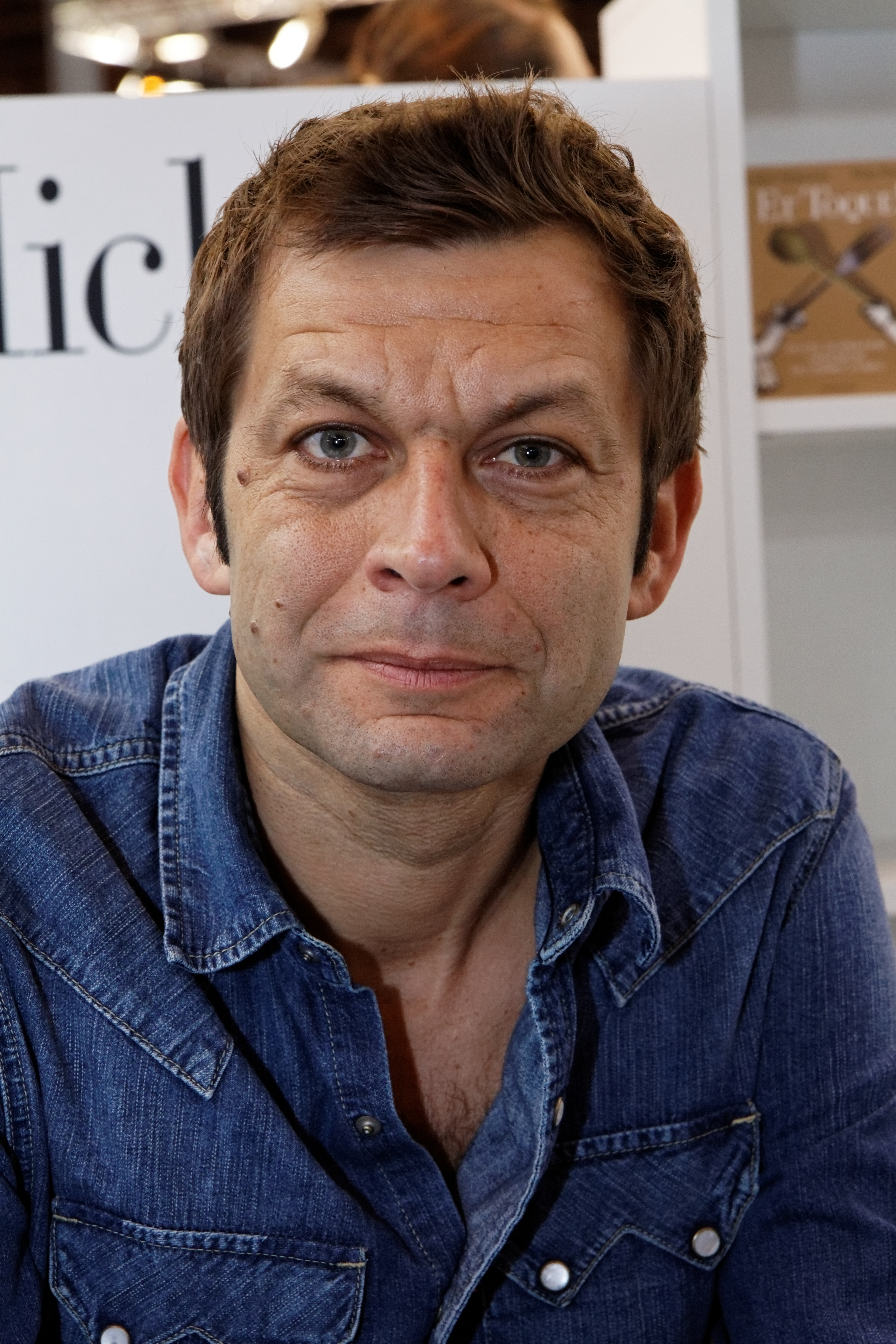
Laurent Mariotte au salon du livre 2012.

- Mes petits plats automne-hiver et Mes petits plats printemps-été, Paris, Flammarion, 2014, 175 p. (ISBN 978-2-08-131437-5)
- A toutes saveurs : Produits de saison - Recettes inratables, Paris, Flammarion, 2013, 279 p. (ISBN 978-2-08-129613-8)
- Petits plats en équilibre : Laurent Mariotte cuisine les saisons : Avec 30 fiches recettes Automne/Hiver, Boulogne, Éditions du Toucan, 2009 (ISBN 978-2-8100-0339-6)
- Mes recettes faciles et bluffantes !, Paris, Albin Michel, 2010, 95 p. (ISBN 978-2-226-19517-3)
- Petits plats en équilibre : Laurent Mariotte cuisine les saisons : Printemps-Eté, Boulogne, Éditions du Toucan, 2010, 95 p. (ISBN 978-2-8100-0372-3)
- Revisitez vos classiques, Paris, Albin Michel, 2010, 286 p. (ISBN 978-2-226-19531-9)
- Ma cuisine facile et pas chère, Paris, L’Étudiant, 2011
- Directeur de la collection Régalez-vous !, Paris, Éditions Solar, 2015-2016
- J'ai pas le temps de cuisiner, Solar, 2015  (ISBN 978-2263068249)
- Petits Plats en Équilibre, les 150 meilleures recettes de l’émission, Paris, Éditions Solar, 2016 [23]
- Mieux manger toute l'année 2018, 365 recettes, mes conseils, mes astuces, Paris, Éditions Solar, 2017 [24]
- Mieux manger toute l'année 2019, 365 recettes, mes conseils, mes astuces, Paris, Éditions Solar, 2018 [25]
- Mieux manger toute l'année 2020, 365 recettes, mes conseils, mes astuces, Paris, Éditions Solar, 2019
- Mieux manger toute l'année 2021, 365 recettes, mes conseils, mes astuces, Paris, Éditions Solar, 2020
- Mieux manger sans se ruiner, Paris, Éditions Solar, 2021
- La Cuisine française pour tous, Paris, Éditions Solar, 2022
- Je cuisine avec trois ingrédients… et pour trois fois rien !, Paris, Éditions Solar, 2023
- À ma table ! Paris, Éditions Solar, 2024

### Parcours en radio
- 1996 : sur Europe 2 : chroniqueur
- 2000-2002 : M comme Mariotte, sur MFM : animateur
- 2007-2018 : sur France Info : chroniqueur culinaire
- 2007-2018 : À toutes saveurs, sur France Info : animateur
- 2007- 2018 : Cuisine d'été, sur France Info : animateur
- Été 2013 : Les saveurs du tour, sur France Info : animateur
- Depuis 2018 : La table des bons vivants, sur Europe 1 : animateur
- Depuis 2021 : La table du dimanche, sur Europe 1 : animateur

### À la télévision
- 1991-1998 : Cajou, sur Canal J : animateur
- 1998-1999 : Intervilles, sur TF1 :  animateur
- 1999-2004 : Les Coups d'humour, sur TF1 : animateur
- 2002-2004 : Ça vaut le détour, sur TF1 : animateur
- 2003 : Sauveur Giordano "Disparitions" : Laurent Vivier
- 1999-2005 : Attention, les enfants regardent, sur TF1 : animateur
- 10 janvier 2005 : Joséphine, ange gardien, S09E28 sur TF1 : Philippe Dumas
- ? : 24 minutes chrono, sur Cuisine+ : animateur
- 2008-2009 : Rock n' Food (rubrique culinaire de 10 h le mag), sur TF1 : animateur
- Depuis 2008 : Petits Plats en équilibre, sur TF1 et TF1 Séries Films : animateur
- 2011 : Un resto dans mon salon, sur TMC : animateur
- 2012 : Jamie Oliver au secours des cantines, sur TMC : animateur
- 2012 : Les petits plats dans les grands, sur TF1 : producteur et animateur
- 2015 : Le meilleur menu de France, sur TF1 : membre du jury
- 2016 : LCI & vous, sur LCI : chroniqueur
- 2016-2017 : #WEEKEND, sur TF1 : coanimateur avec Julia Vignali
- 2017-2018 : Le merveilleux village de noël, sur TF1 : animateur avec Karine Ferri (2017), Valérie Damidot (2017,2018) et Tatiana Silva (2018)
- Depuis 2024 : Bonjour ! La Matinale TF1, sur TF1 : chroniqueur